# Rittersbach (Georgensgmünd)
Rittersbach (fränkisch: Rideschba) ist ein Gemeindeteil der Gemeinde Georgensgmünd im Landkreis Roth (Mittelfranken, Bayern). Die Gemarkung Rittersbach liegt teils auf dem Gemeindegebiet von Georgensgmünd, teils auf dem Gemeindegebiet von Roth. Sie hat eine Fläche von 8,326 km² und ist in 1446 Flurstücke aufgeteilt, die eine durchschnittliche Fläche von 5757,66 m² haben. In ihr liegen neben dem namensgebenden Ort die Gemeindeteile Unterheckenhofen und Weinmannshof.

## Geographie
Der im benachbarten Mäbenberg entspringende Rittersbach fließt durch das Pfarrdorf hindurch und mündet in die 2,5 Kilometer weiter östlich verlaufende Rednitz. Im Westen grenzt das Waldgebiet „Urläß“ an, im Osten das Waldgebiet „Im Oppel“. Im Nordwesten befindet sich das Flurgebiet „Dornich“, im Norden der „Lorenzerberg“.
Die Staatsstraße 2224 führt nach Georgensgmünd (3,8 km südlich) bzw. nach Weinmannshof (1,2 km nördlich). Eine Gemeindeverbindungsstraße führt an Unterheckenhofen vorbei nach Barnsdorf zur Kreisstraße RH 6 (3 km östlich). Eine weitere Gemeindeverbindungsstraße führt nach Mäbenberg (1,4 km westlich).

## Geschichte
Im 13. Jahrhundert bestand der Ort vermutlich aus 8 Ganzhöfen. Im Jahre 1312 wurde der Ort als „Rutersbach“ erstmals urkundlich erwähnt, 1394 und 1434 „Rueterszpach“, 1520 und 1530 als „Rutterspach“. Die heutige Form wurde 1608 erstmals bezeugt. Benannt wurde der Ort nach dessen Gründer namens „Ruoderich“, „Ruidher“ oder „Rudher“. Rittersbach lag im Gebiet der Herren von Abenberg, das um 1200 als Erbgut an die Burggrafen von Nürnberg gelangte. Diese gaben ihren Anteil in Rittersbach den Herren von Hausen zu Lehen. Nach deren Aussterben gelangte ihr Besitz an die Markgrafen von Ansbach. Neben den Markgrafen war das Bamberger Domkapitel begütert, die ihren Besitz verkauften, der späterhin an die Rother Kirche fiel. Daneben waren Nürnberger Eigenherrn (Schüßler, Imhoff, Ebner, Eyermann), das Nürnberger Klarissenkloster, das Schwabacher Spital und das Rittergut Mäbenberg im Ort begütert.
Durch die verkehrsgünstige Lage an der Via Imperii und einer Handelsstraße, die von Regensburg nach Würzburg führte, stellte sich ein verhältnismäßig hoher Wohlstand ein. Nachdem 1816 die Landstraße von Schwabach nach Pleinfeld über Roth und Wernsbach (der Vorläufer der heutigen Bundesstraße 2) gebaut wurde, ging dieser Standortvorteil verloren und die Einwohner konzentrierten sich auf die Landwirtschaft. Besonders der Hopfenanbau entwickelte sich im 19. Jahrhundert zur wichtigsten Einnahmequelle.
Gegen Ende des 18. Jahrhunderts gab es in Rittersbach 31 Anwesen. Das Hochgericht übte das brandenburg-ansbachische Oberamt Roth aus. Die Dorf- und Gemeindeherrschaft hatte das Kastenamt Roth. Grundherren waren das Fürstentum Ansbach (20 Anwesen; Kastenamt Roth: 1 Ganzhof, 1 Köblergut; Kirche Roth: 2 Gütlein; Kirche Wallesau: 1 Gut mit Tafernwirtschaft; Kastenamt Schwabach: 1 Ganzhof, 3 Halbhöfe, 1 Gut mit Tafernwirtschaft, 1 Gut mit Schmiede, 1 Gütlein, 7 Leerhäuser, 1 Badhaus), das eichstättischen Kastenamt Abenberg (1 Gütlein), die Altschell’sche Rentenverwaltung Mäbenberg (1 Gut mit Mahlmühle, 1 Gütlein); die Reichsstadt Nürnberg (St. Klara-Klosteramt: 2 Ganzhöfe, 2 Köblergüter; Landesalmosenamt: 1 Ganzhof, 1 Gut mit Tafernwirtschaft, 1 Gütlein) und der Nürnberger Eigenherr von Imhoff (1 Ganzhof). Neben den Anwesen gab es noch kirchliche Gebäude (Pfarrkirche, Pfarrwiddum) und kommunale Gebäude (Schule, Hirtenhaus). 1801 gab es im Ort 27 Anwesen.
Von 1797 bis 1808 unterstand der Ort dem Justiz- und Kammeramt Roth. 1806 kam Rittersbach an das Königreich Bayern. Im Rahmen des Gemeindeedikts wurde 1808 der Steuerdistrikt Rittersbach gebildet, zu dem Hämmerleinsmühle, Mäbenberg, Unterheckenhofen und Weinmannshof gehörten. 1811 entstand die Ruralgemeinde Rittersbach, zu der Unterheckenhofen und Weinmannshof gehörten. Sie war in Verwaltung und Gerichtsbarkeit dem Landgericht Pleinfeld zugeordnet (1858 in Landgericht Roth umbenannt) und in der Finanzverwaltung dem Rentamt Spalt (1919 in Finanzamt Spalt umbenannt). Die freiwillige Gerichtsbarkeit über 2 Anwesen hatte jedoch bis 1814 die Patrimonialgericht Mäbenberg. Ab 1862 gehörte Rittersbach zum Bezirksamt Schwabach (1939 in Landkreis Schwabach umbenannt). Die Gerichtsbarkeit blieb beim Landgericht Roth (1879 in Amtsgericht Roth umbenannt), seit 1970 ist das Amtsgericht Schwabach zuständig. 1932 wurde das Finanzamt Spalt aufgelöst. Seitdem gehört Rittersbach zum Sprengel des Finanzamtes Schwabach. Die Gemeinde hatte eine Gebietsfläche von 8,337 km².
Am 30. April 1978 wurde die Gemeinde Rittersbach im Zuge der Gebietsreform in Bayern aufgelöst: Rittersbach und Weinmannshof wurden nach Georgensgmünd eingegliedert, Unterheckenhofen nach Roth.
2012 feierte der Ort sein 700-jähriges Jubiläum mit zahlreichen Veranstaltungen.

### Baudenkmäler
In Rittersbach gibt es 16 Baudenkmäler:
- Forsthaus
- Bauernhäuser
- ehemalige Wagnerei
- Gasthaus Zum Stern
- ehemaliges Gasthaus Zum Roten Ochsen
- ehemaliges Gasthaus
- ehemaliges Schulhaus
- ehemalige Schmiede
- St. Maria (Rittersbach), evangelisch-lutherische Pfarrkirche: 1441 erbaut und in den 2000er Jahren im Inneren im neugotischen Stil restauriert

### Einwohnerentwicklung
Gemeinde Rittersbach
| Jahr      | 1818   | 1840   | 1852   | 1855   | 1861   | 1867   | 1871   | 1875   | 1880   | 1885   | 1890   | 1895   | 1900   | 1905   | 1910   | 1919   | 1925   | 1933   | 1939   | 1946   | 1950   | 1952   | 1961   | 1970   |
| Einwohner | 304    | 369    | 385    | 384    | 406    | 371    | 356    | 360    | 371    | 397    | 377    | 370    | 362    | 354    | 349    | 324    | 345    | 311    | 328    | 487    | 504    | 505    | 485    | 520    |
| Häuser    | 67     | 56     |        |        |        |        | 66     |        |        | 68     | 65     |        | 67     |        |        |        | 67     |        |        |        | 88     |        | 56     |        |
| Quelle    | [ 18 ] | [ 19 ] | [ 20 ] | [ 20 ] | [ 21 ] | [ 22 ] | [ 23 ] | [ 24 ] | [ 25 ] | [ 26 ] | [ 27 ] | [ 20 ] | [ 28 ] | [ 20 ] | [ 29 ] | [ 20 ] | [ 30 ] | [ 20 ] | [ 20 ] | [ 20 ] | [ 31 ] | [ 20 ] | [ 13 ] | [ 32 ] |

Ort Rittersbach
| Jahr      | 001818 | 001840 | 001861 | 001871 | 001885 | 001900 | 001925 | 001950 | 001961 | 001970 | 001987 |
| Einwohner | 247    | 294    | 302    | 272    | 323    | 283    | 259    | 395    | 333    | 343    | 427    |
| Häuser    | 56     | 45     |        |        | 52     | 52     | 52     | 55     | 64     |        | 108    |
| Quelle    | [ 18 ] | [ 19 ] | [ 21 ] | [ 23 ] | [ 26 ] | [ 28 ] | [ 30 ] | [ 31 ] | [ 13 ] | [ 32 ] | [ 33 ] |

## Religion
Rittersbach ist Sitz der Pfarrei St. Maria und seit der Reformation evangelisch-lutherisch geprägt. Die Einwohner römisch-katholischer Konfession sind nach St. Wunibald (Georgensgmünd) gepfarrt.